# Răstolița
Răstolița (in ungherese Ratosnya) è un comune della Romania di 2131 abitanti, ubicato nel distretto di Mureș, nella regione storica della Transilvania. 
Il comune è formato dall'unione di 5 villaggi: Andreneasa, Borzia, Gălăoaia, Iod, Răstolița.